# Міщенко Сергій Григорович
Сергі́й Григо́рович Мі́щенко (нар. 13 серпня 1971, Бориспіль, Київська область) — український політик та юрист. Народний депутат України V, VI, VII та VIII скликання.

## Освіта
З 1987 до 1990 року навчався в Чернігівському юридичному технікумі, а з 1990 до 1995 року в Національній юридичній академії України імені Ярослава Мудрого за спеціальністю правознавство.
Має науковий ступінь кандидата юридичних наук зі спеціальності кримінальне право та кримінологія (кримінально-виконавче право).

## Кар'єра
- 1994—1998 — помічник, старший помічник, слідчий, заступник прокурора Бориспільської міжрайонної прокуратури.
- 1998—2001 — заступник прокурора Дарницького району міста Києва, прокурор Подільського району міста Києва.
- Липень 2000 — вересень 2001 — начальник управління координації діяльності правоохоронних та інших державних органів боротьби з корупцією та організованою злочинністю Генеральної прокуратури України.
- Вересень 2001 — липень 2002 — прокурор Київської області.
- Липень 2002 — грудень 2003 — заступник прокурора міста Києва.
- Грудень 2003 — січень 2004 — помічник, старший помічник Генерального прокурора України Геннадія Васильєва.
- У 2005 — радник з правових питань Прем'єр-міністра України Юлії Тимошенко.

Був членом партії Всеукраїнське об'єднання «Батьківщина».

## Особисте життя
Українець.
Неодружений. Батько Міщенко Григорій Кіндратович (1940) і мати — Міщенко Марія Михайлівна (1940) — пенсіонери.
Має чотирьох доньок: Дар'ю, Ольгу, Меланію, Соломію, а також є син Макарій.
З початку повномасштабного вторгнення проходить службу в Національній гвардії України.

## Парламентська діяльність
Народний депутат України 5-го скликання з 25 травня 2006 до 15 червня 2007 від «Блоку Юлії Тимошенко», № 57 в списку. На час виборів: тимчасово не працював, член партії ВО «Батьківщина». Член фракції «Блок Юлії Тимошенко» (з травня 2006). Заступник голови Комітету з питань боротьби з організованою злочинністю і корупцією (з липня 2006). 15 червня 2007 достроково припинив свої повноваження під час масового складення мандатів депутатами-опозиціонерами з метою проведення позачергових виборів до Верховної Ради України.
Народний депутат України 6-го скликання з 23 листопада 2007 до 12 грудня 2012 від «Блоку Юлії Тимошенко», № 57 в списку. На час виборів: тимчасово не працював, член партії ВО «Батьківщина». Член фракції «Блок Юлії Тимошенко» (листопад 2007 — липень 2012). Вийшов з фракції, оскільки його включили в непрохідну частину списку на чергових парламентських виборах. Голова Комітету з питань правової політики (з грудня 2007).
Народний депутат України 7-го скликання з 12 грудня 2012 від виборчого округу № 98 Київської області, самовисування. «За» 34,33 %, 14 суперників. На час виборів: народний депутат України, безпартійний. Голова підкомітету з питань організації та діяльності нотаріату Комітету з питань правової політики (з грудня 2012). У 2013 році був обраний головою партії «Справедливість».
Народний депутат 8 скликання. Обраний у 2014 році за округом № 98 (Київська область) як безпартійний самовисуванець. Член Комітету Верховної Ради України з питань правової політики та правосуддя. Є співзасновником БО «Благодійний фонд Сергія Міщенка».

## Нагороди та державні ранги
З листопада 2001 року має класний чин державний радник юстиції 3 класу (генерал-майор юстиції).
Заслужений юрист України (з серпня 2011). Від нагороди відмовився на знак протесту проти дій влади Віктора Януковича.